# واش ويستمورلاند
واش ويستمورلاند (بالإنجليزية: Wash Westmoreland)‏ هو مصور سينمائي ومنتج أفلام وكاتب سيناريو ومونتير ومخرج وممثل أمريكي، ولد في 4 مارس 1966 بليدز في المملكة المتحدة. من الجوائز التي نالها Independent Spirit John Cassavetes Award ‏ سنة 2007.

## أعمال

### أفلام
- (1998) منجم ذهب مخملي[10]
- (2014) ما تزال أليس[11][12][13][14]
- (2018) كوليت

## جوائز
- Independent Spirit John Cassavetes Award [الإنجليزية]‏ (2007)

## وصلات خارجية
- واش ويستمورلاند على موقع IMDb (الإنجليزية)
- واش ويستمورلاند على موقع ألو سيني (الفرنسية)
- واش ويستمورلاند على موقع ميوزك برينز (الإنجليزية)
- واش ويستمورلاند على موقع أول موفي (الإنجليزية)
- واش ويستمورلاند على موقع بوكس أوفيس موجو (الإنجليزية)
- واش ويستمورلاند على موقع قاعدة بيانات الأفلام السويدية (السويدية)
- واش ويستمورلاند على موقع قاعدة بيانات الفيلم (الإنجليزية)
- واش ويستمورلاند على موقع كينوبويسك (الروسية)